# ياتاغاراسو
ياتاغاراسو (باليابانية: 八咫烏، بالروماجي: Yatagarasu) كائن أسطوري في الميثولوجيا اليابانية وإله مرشد في الديانة الشنتوية، يظهر بشكل غراب كبير بثلاث أقدام ذو ظهور مهيب مرتبط بالحكمة، أرسل من قبل الآلهة الى الإمبراطور الاسطوري جينمو ليرشده في حملته نحو الشرق من منطقة كومانو [الإنجليزية] حتى منطقة ياماتو [الإنجليزية] التي انتهت بتأسيسه بلاط إمبراطوري وتنصيبه كأول إمبراطور في التاريخ لليابان، هذا الحدث جعل ياتاغاراسو يحظى بالإحترام محليًا.

## الشكل والهيئة
التسمية اليابانية متكونة من مقطعين، الأول يعني ثمانية أتا (yata، 八咫)، أتا (شبر) في اليابان وحدة قياس تساوي المسافة ما بين الابهام الممدود الى آخر الاصبع الأوسط (18 سم تقريبًا) وثمانية منها تقارب (144 سم)، ويمكن أن يستعمل المقطع كصيغة مبالغة بمعنى "كبير"، والمقطع الثاني غراب (garasu، 烏)، ليصبح معنى الكلمة "الغراب الضخم"، بالعادة يتم تمثيله بثلاث أرجل، ذو قدرة على الكلام بلغة البشر.

### معنى الأرجل الثلاثة
توجد نظريات عديدة لتفسير معنى الأرجل الثلاثة للغراب، فحسب معبد كومانو هونغو تايشا [الإنجليزية]، تمثل الأرجل الثلاثة للغراب عناصر الكون الأساسية السماء (تينجين جيغيون) والأرض (الطبيعة) والإنسان على التوالي، مما يعني أن الإله والطبيعة والبشر اخوة ولدوا من الشمس، يقال أيضًا انه يمثل سلطة عشائر كومانو الثلاثة التي حكمت المنطقة (إينوموتو، أُوي، فوجيهاكو سوزوكي).
نظرية أخرى تقول بأن الرقم ثلاثة يشير الى الشمس، حيث ارتبطت الشمس منذ العصور القديمة بالرقم ثلاثة كما في رمز ميتسودوموي الموجود أعلى المعابد التي تعبد بها إلهة الشمس هيمي (هيميكوسو) مثل معبد أوسا جينغو [الإنجليزية].
بينما لم تشير النصوص القديمة في الكوجيكي والنيهون-شوكي الى أرجل الغراب وأول ظهور للفكرة كان في مخطوطة واميو رويجوشو [الإنجليزية] التي تمثل قاموس للحروف صينية الأصل المكتوبة في عصر هييان (سنة 938)، يشاع أن في تلك الفترة تداخلت قصة ياتاغاراسو مع المعتقد الصيني بأن غربان ثلاثية الأرجل تسكن الشمس وتمثل رسل روحية لها.

## نظرة تاريخية
تروي حكاية الرحلة نحو الشرق [الإنجليزية] قصة جينمو (القرن السابع قبل الميلاد) الذي تحرك بقواته على طول بحر سيتو الداخلي الى منطقة كينكي، والتي بدأت بحرب مع حاكم أوساكا "ناغاسونيهيكو" من الغرب بقيادة إتسوسيه شقيق جينمو الأكبر لكن هزمت الحملة وقتل إتسوسيه ثم انتقلت القيادة الى جينمو إستنتج سبب الخسارة فبما أنه ينحدر من نسل الهة الشمس (أماتيراسو) عليه أن يتحرك بالحملة من الشرق الى الغرب بحيث تكون الشمس في ظهره بدلاً من أن تقابله الشمس فيخسر، انطلق نحو الجهة الشرقية من شبه جزيرة كي ونزل في منطقة كومانو لكن سرعان ما تاه الطريق مع بعثته مما دفع الإلهة أماتيراسو أو تاكاميموسوبي [الإنجليزية] الى الطلب من كاموتاكيتسونومي نو ميكوتو [الإنجليزية] أن يتجسد ليرشد جينمو فاتخذ شكل غراب كبير ثلاثي الأقدام، بمساعدة ياتاغاراسو تمكن جينمو من التقدم نحو شينغو ثم تحرك لاحقا خلال يوشينو وصولا الى منطقة ياماتو [الإنجليزية] حيث تغلب هذه المرة على ناغاسونيهيكو وقام بتأسيس البلاط الإمبراطوري.
لكون جد الإمبراطور جينمو نينيغي نو ميكوتو [الإنجليزية] هو حفيد الإلهة أماتيراسو لهذا فإن الخط الإمبراطوري الياباني ينحدر من نسل آلهة الشمس مباشرة، ولأن ياتاغاراسو لعب دور مؤثر في مستقبل البلاد والسلالة الإمبراطورية لهذا فإن له أهمية وإحترام خاص في الثقافة المحلية.

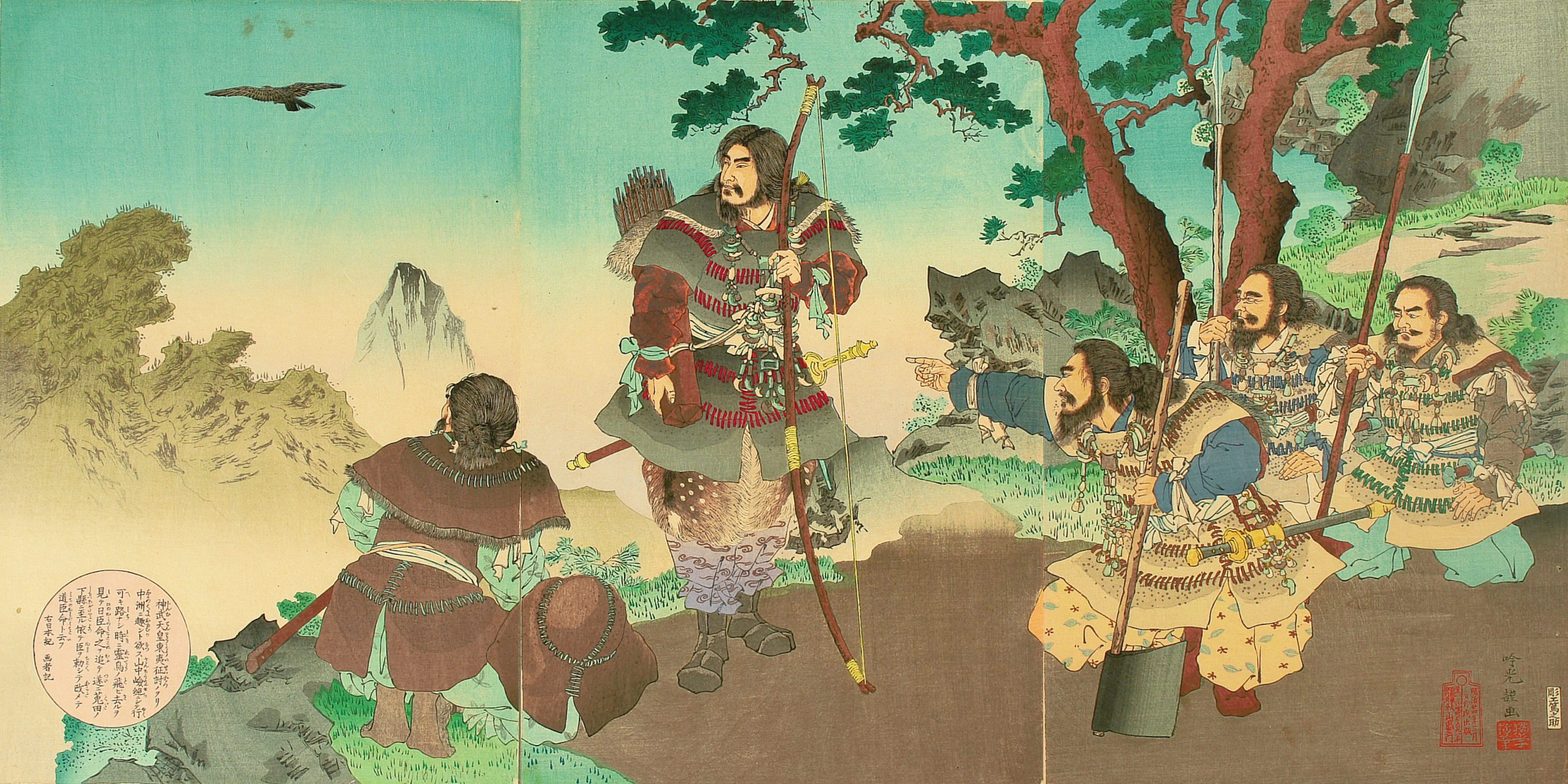
رسمة تعود لعام 1891 تظهر إتباع جينمو إرشاد الغراب في الجبال على رأس حملته المتجهة نحو الشرق.

## شواهد
عدا عن ذكر ياتاغاراسو في أقدم المخطوطات اليابانية مثل كوجيكي ونيهون-شوكي وإينغيشيكي [الإنجليزية]، يظهر أيضًا في رسمات جداية في تل مدفن كيتورازوكا، وفي الرسوم الجدارية للغرفة الحجرية في الفتحة الجانبية لتلة مدفن ميزوراشيزوكا (محافظة فوكوكا)، في قاعدة المرآة ضمن آثار مدفن (تاكيبي رقم 30) في محافظة تشيبا، كما يظهر في رسومات الضريح المصغر تاماموشي نو زوشي [الإنجليزية] الموجود حاليًا في معبد هوريو-جي والذي يعتبر أحد الكنوز الوطنية لليابان.
معبد كومانو [الإنجليزية] حيث يعبد ياتاغاراسو على أنه كامي هذه المنطقة (أحد تجسيدات الإله بوذا وفقًا لنظرية هونجي سويجاكو [الإنجليزية] التي تتضمن الإعتقاد بأن بوذا يتجسد على هيئة آلهة مختلفة محلية ليرشد الناس الى الهداية)، وفقًا لأسطورة متداولة تتكلم عن غراب يرشد صيادًا يطارد خنزيراً بريا في الغابة حتى وصل الى شجرة عملاقة ينبعث منها ضوء سمع الصياد صوتًا من الضوء يقول "أنا اله كومانو" ليبني في ذلك الموقع معبد هو حاليًا يمثل مركز معابد جبال كومانو الثلاثة، وتعتبر هذه القصة هي الظهور الأول لإله كومانو للبشر، ويمكن مشاهدة الكثير من الشعارات للغراب ثلاثي الأقدام في هذه المعابد.
في فترة سينغوكو من تاريخ اليابان استُخدم ياتاغاراسو كشعار وراية لعائلة سوزوكي التي حكمت منطقة سايكا شو [الإنجليزية] في محافظة كي [الإنجليزية].

## ياتاغاراسو كرمز
يمكن رؤية ياتاغاراسو اليوم في العديد من الرموز منها:
- شعار إتحاد كرة القدم الياباني وشعار المنتخب الوطني الياباني لكرة القدم والتميمة الخاصة بالفريق.[6]
- يستخدم في شعارات عدد من مؤسسات الاستخبارات والمعلومات العسكرية التابعة لقوات الدفاع الذاتي اليابانية.

## كويكب
في 9 أغسطس 2004 قام الفلكي وصائد الكويكبات الياباني تاكاو كوباياشي من محافظة غونما بتسجيل الكويكب (1997 AY1) الذي إكتشفه عام 1997 بإسم (9106) ياتاغاراسو.

## معرض الصور

ياتاغاراسو في شعار منتخب اليابان لكرة القدم.
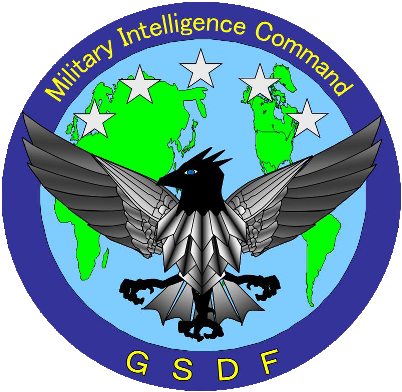
شعار قيادة المخابرات والمعلومات العسكرية ضمن قوات الدفاع الذاتي البرية اليابانية.
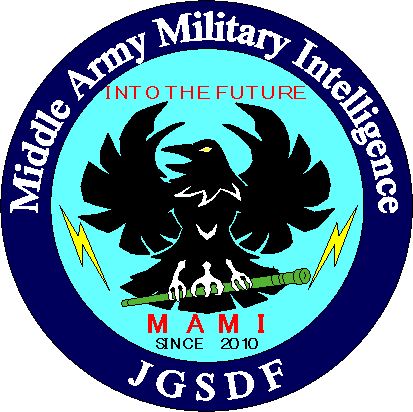
وحدة استخبارات الجيش الأوسط في قوات الدفاع الذاتي اليابانية.
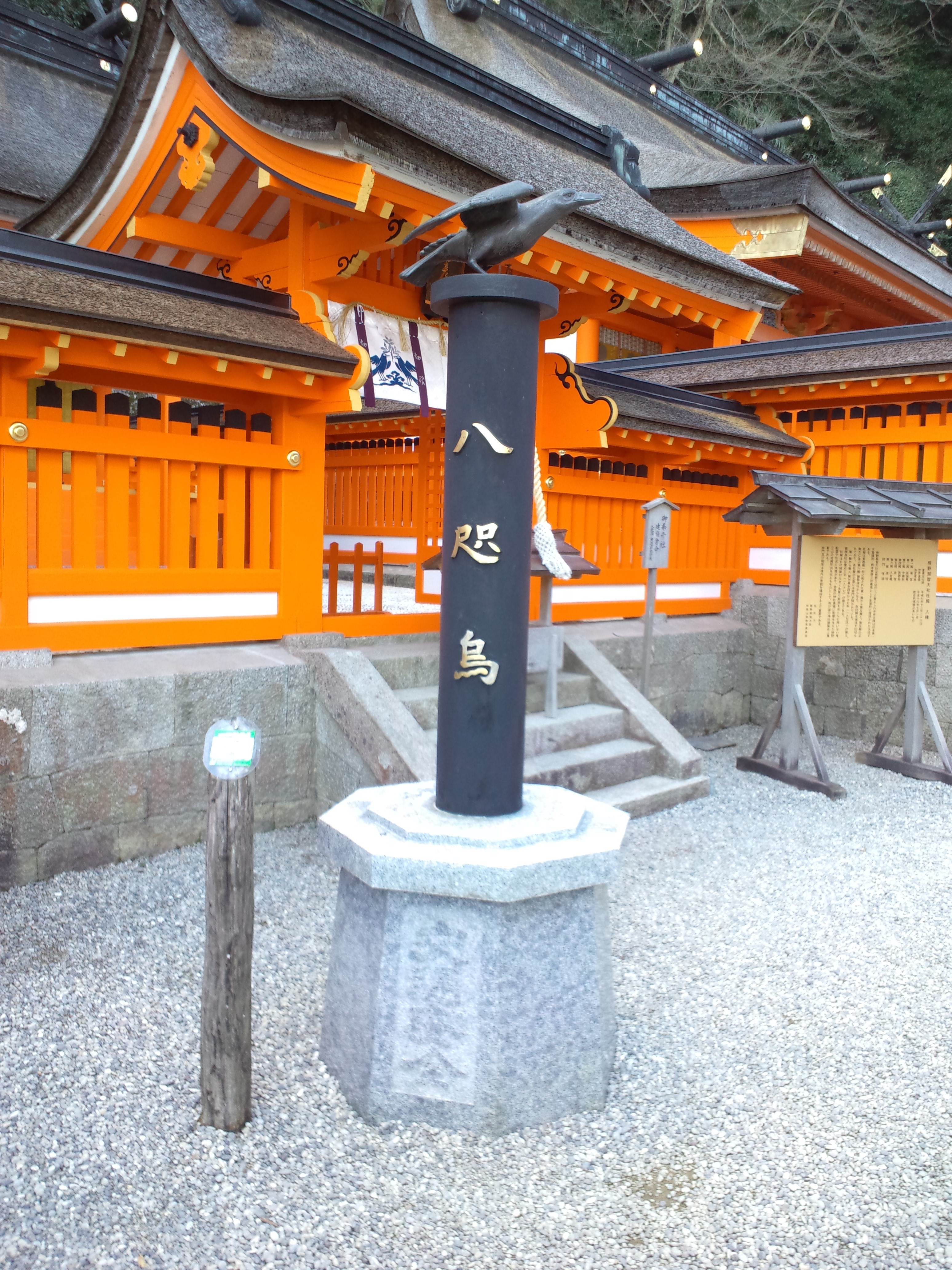
نصب ياتاغاراسو في معبد كومانو ناتشي تايشا.
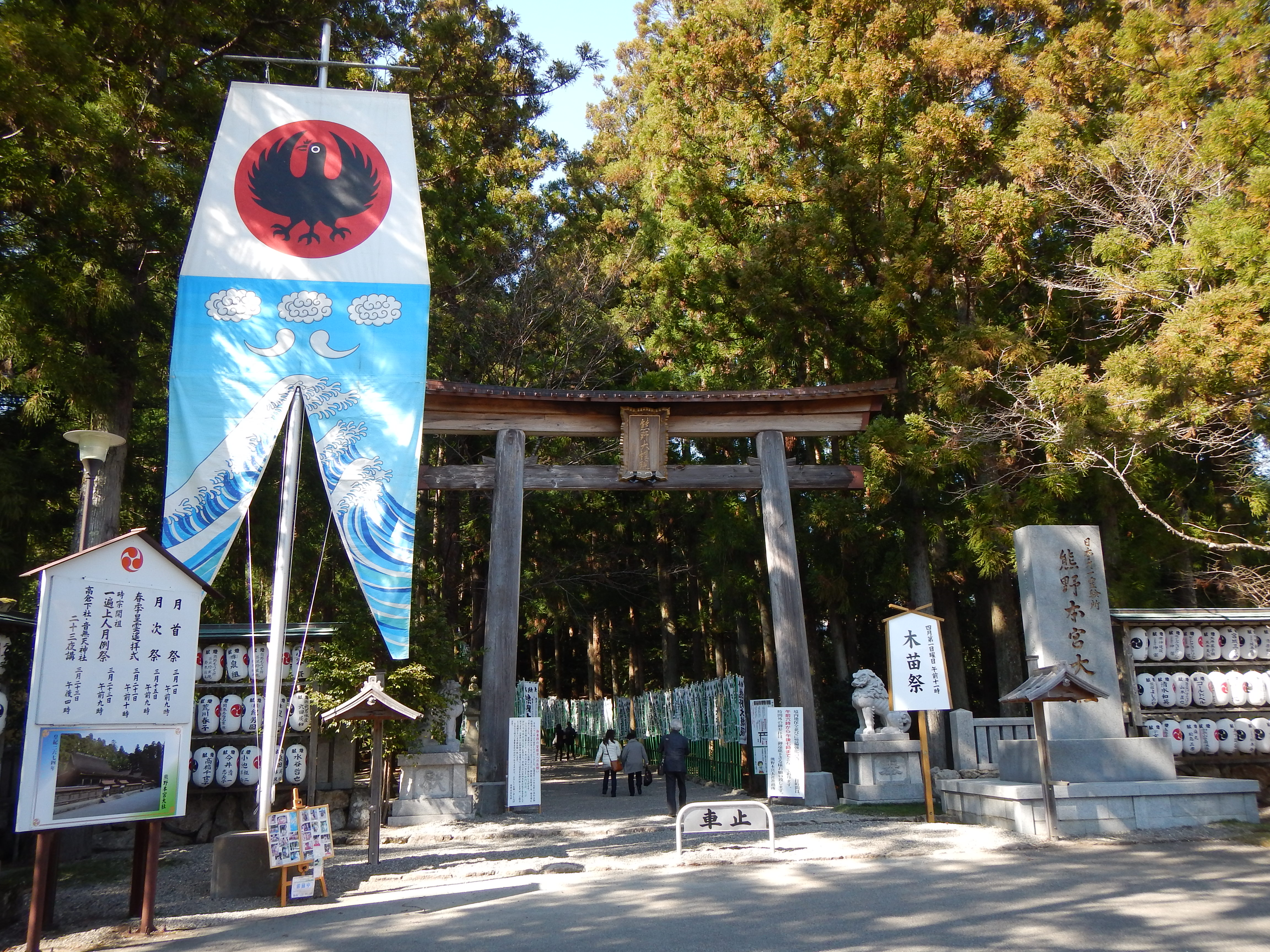
راية ياتاغاراسو عند مدخل معبد كومانو هونغو تايشا.
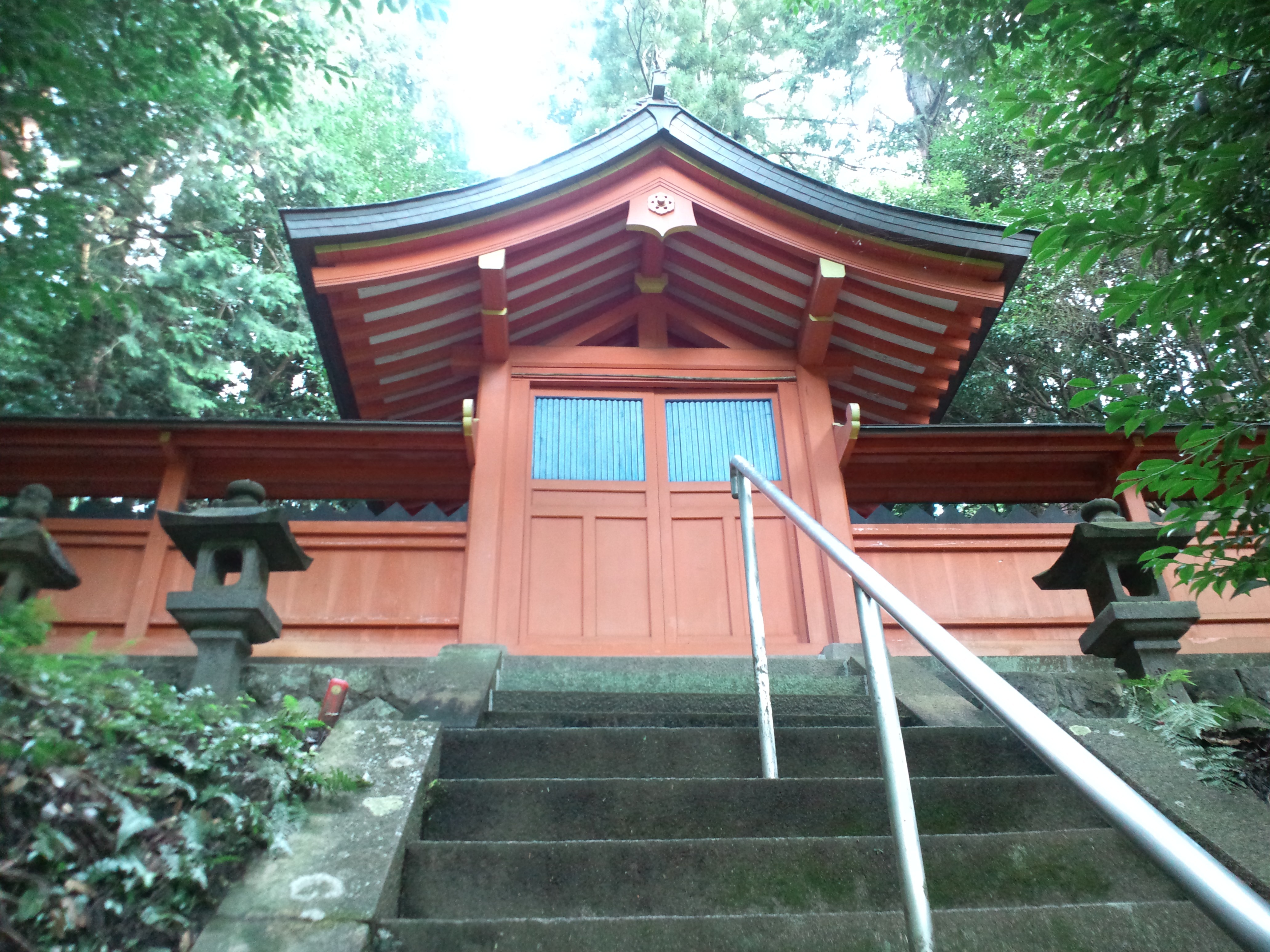
البوابة المركزية (تشومون) لمعبد ياتاغاراسو.
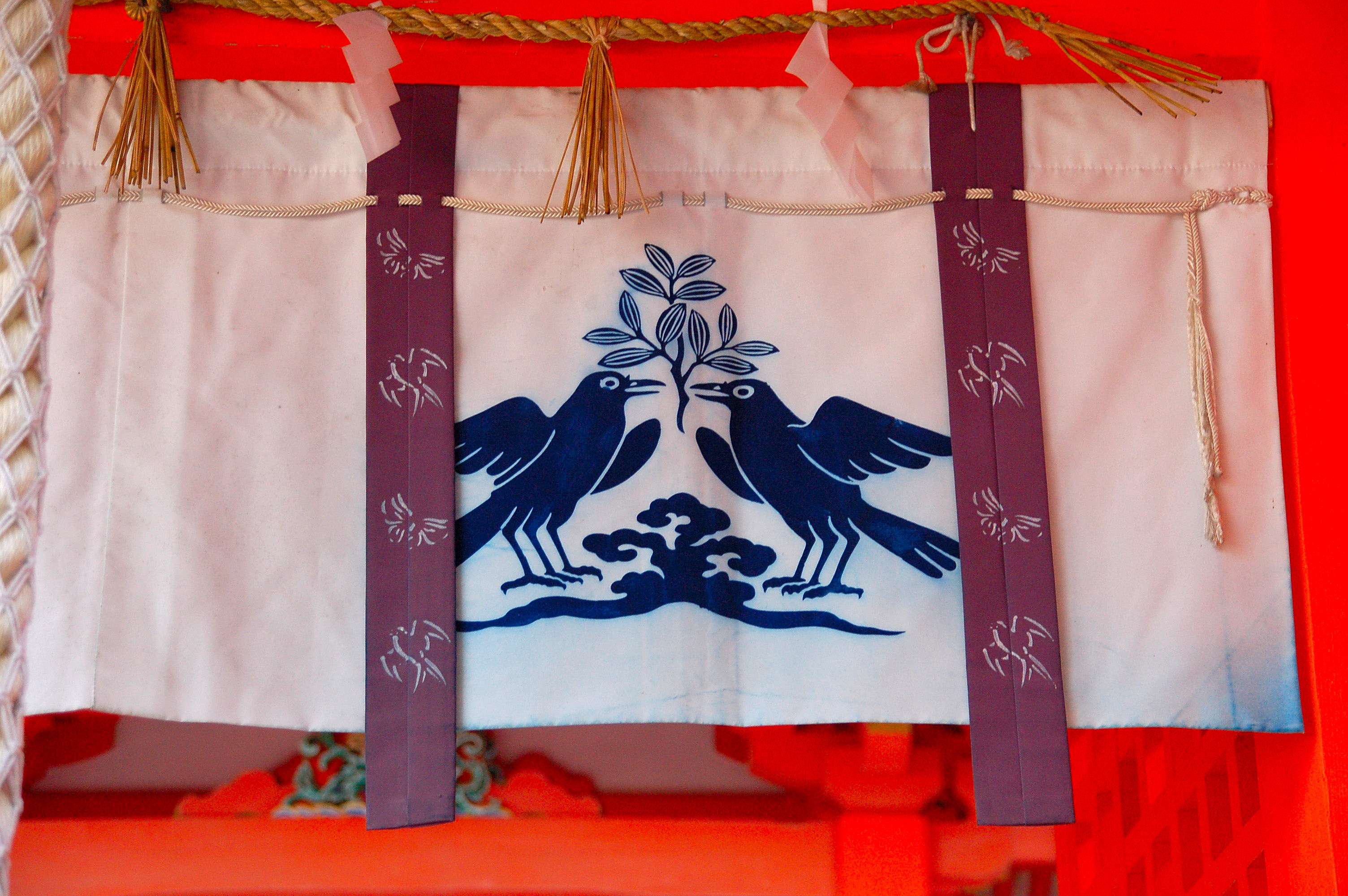
ياتاغاراسو في معبد كومانو ناتشي تايشا [الإنجليزية].
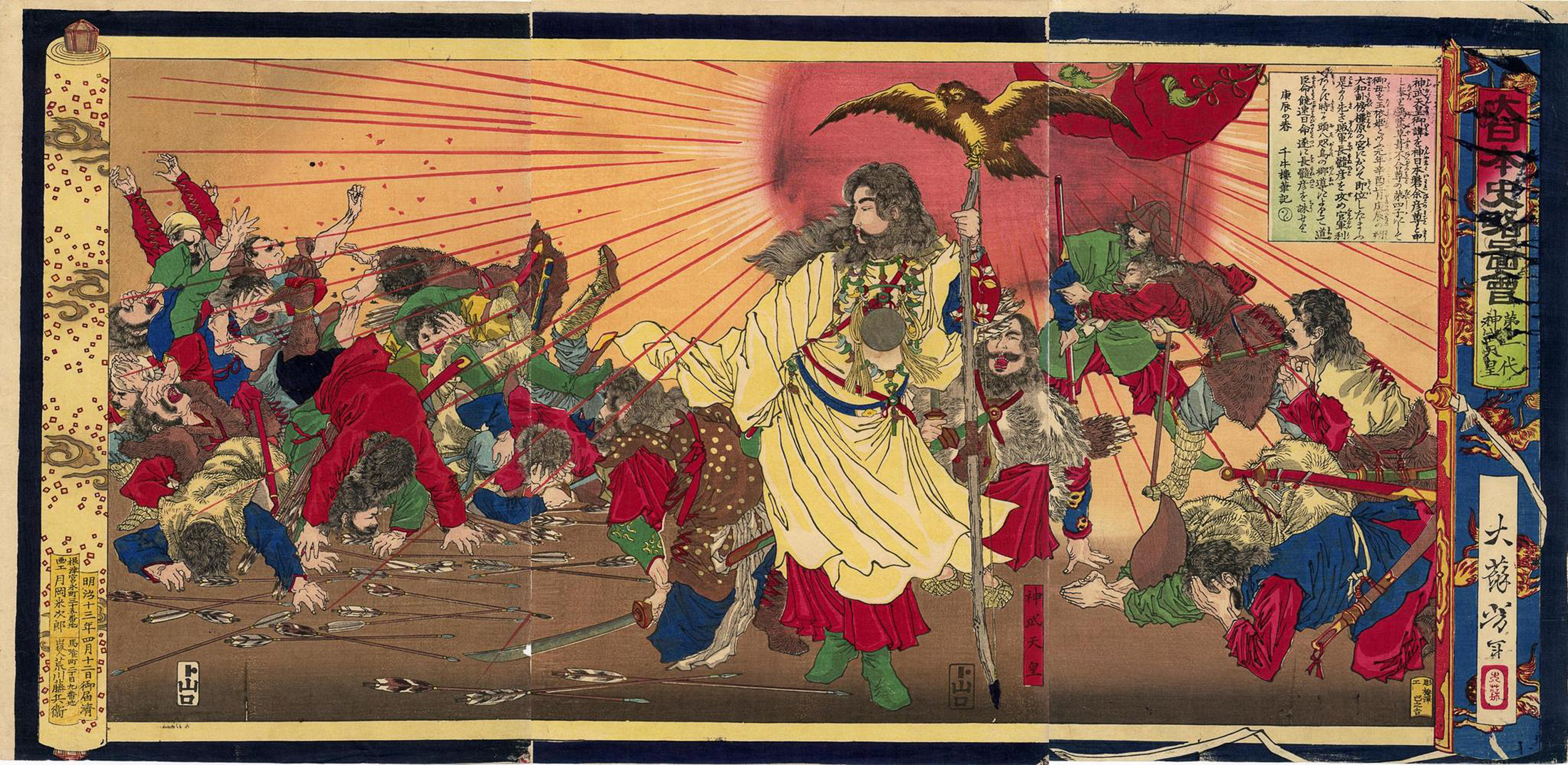
رسمة للإمبراطور جينمو وحملته نحو الشرق تعود لعام 1880.
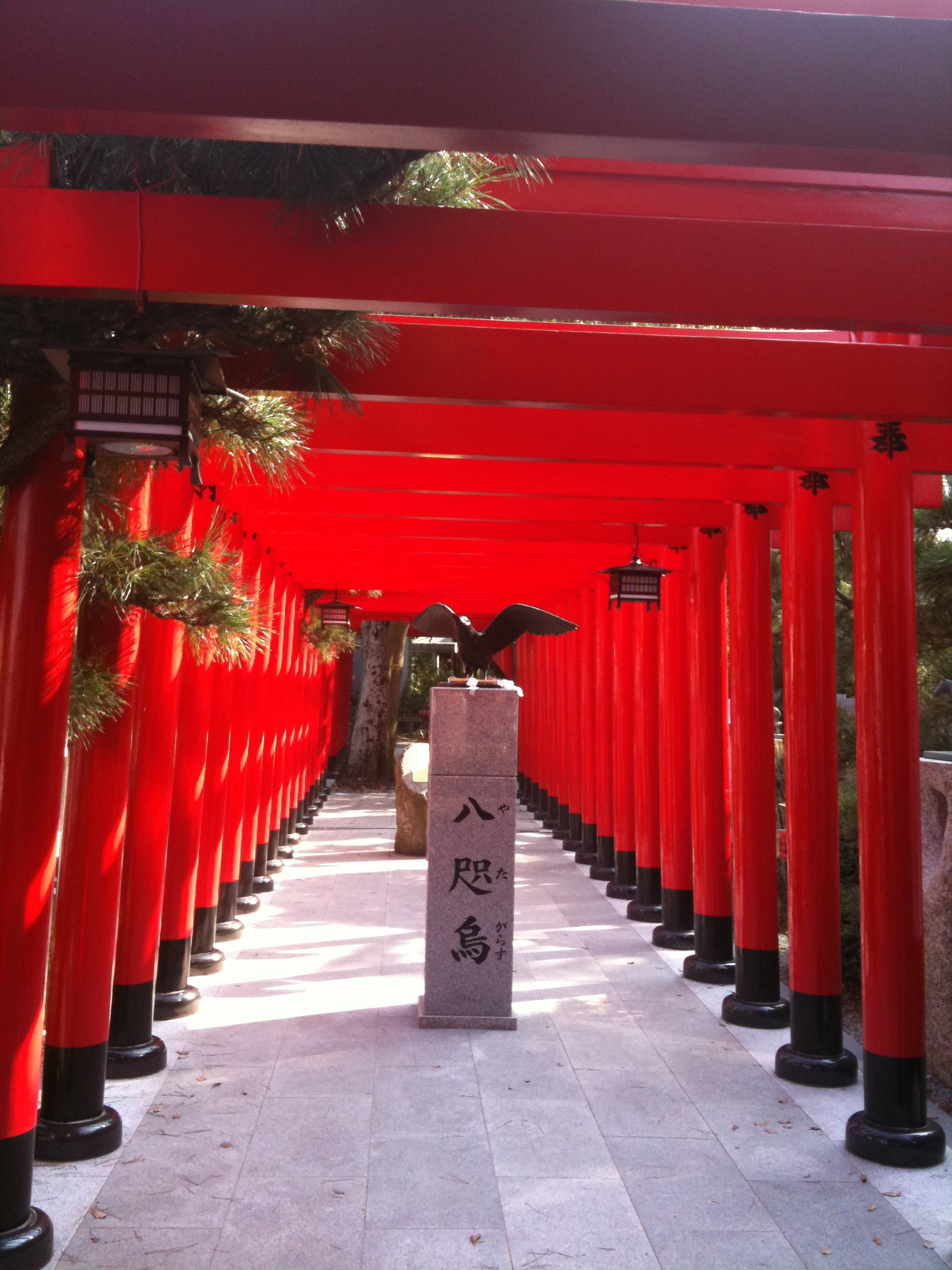
تمثال ياتاغاراسو.
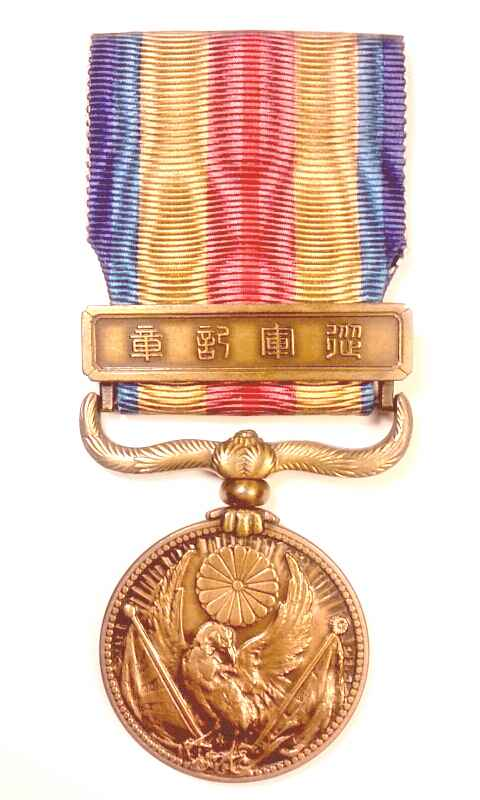
ياتاغاراسو في نوط الحرب الصينية، ميدالية قدمتها الحكومة اليابانية الى العسكريين العاملين في الصين للفترة من السنة 12 وحتى سنة 20 من فترة شووا.
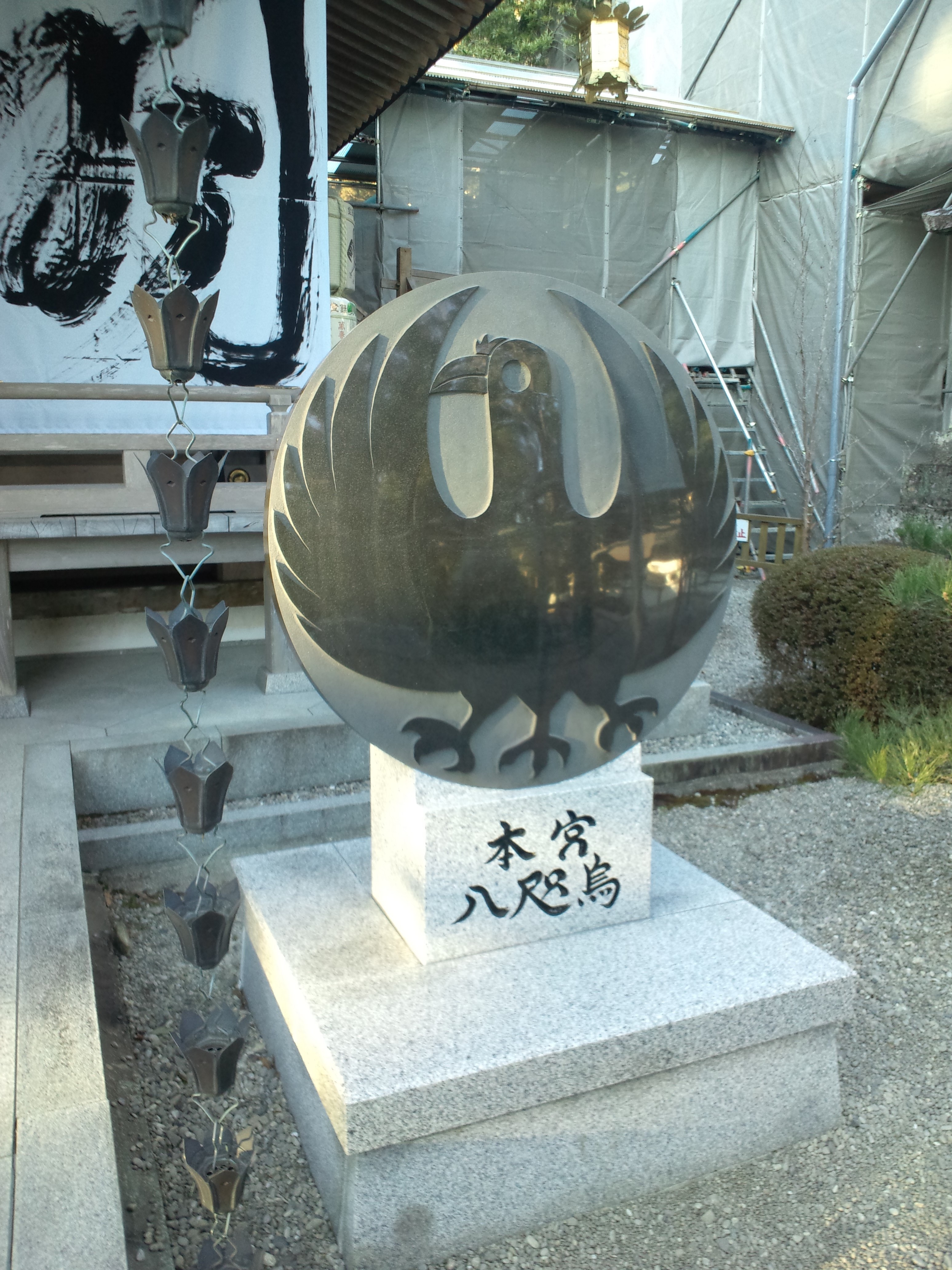
نصب حجري لياتاغاراسو في معبد كومانو هونغو تايشا [الإنجليزية].
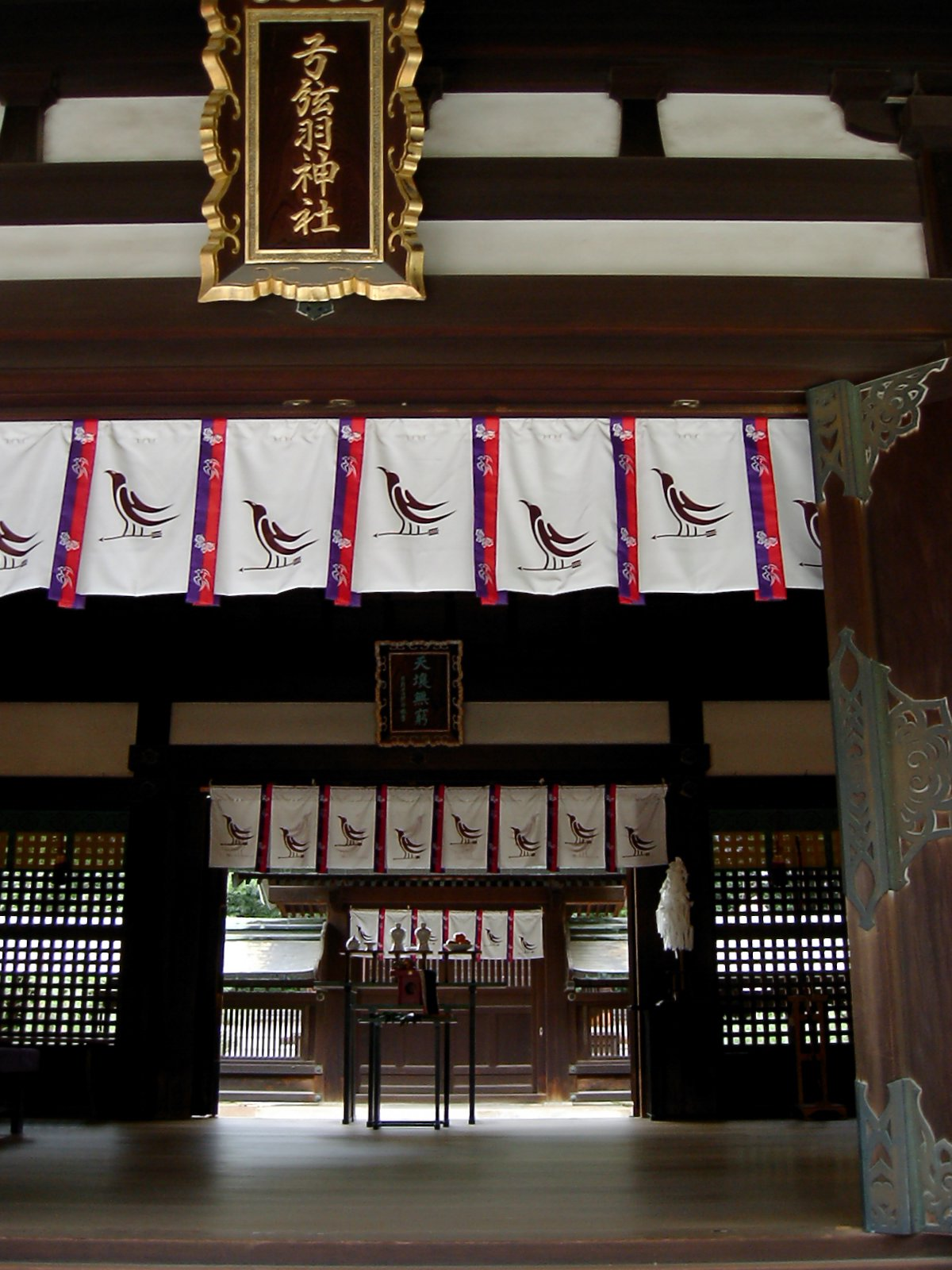
اعلام ياتاغاراسو على مدخل معبد يوزوروها.

## طالع أيضًا
- كائن أسطوري
- فلكلور ياباني
- الدين في اليابان
- كنز وطني ياباني
- باكي نيكو
- كامي
- أماتيراسو
- يوكاي